# 등각 벡터장
리만 기하학에서 등각 벡터장(等角vector場, 영어: conformal vector field)은 킬링 벡터장의 일반화이다.

## 정의
일반화 리만 다양체 {\displaystyle (M,g)} 위의 닮음 벡터장(영어: homothetic vector field) {\displaystyle (X,\phi )}는 다음을 만족시키는, 벡터장 {\displaystyle X\in \Gamma (\mathrm {T} M)}과 실수 {\displaystyle c\in \mathbb {R} }의 순서쌍이다.
{\displaystyle {\mathcal {L}}_{X}g=cg}
{\displaystyle \nabla _{\mu }X_{\nu }+\nabla _{\nu }X_{\mu }=cg_{\mu \nu }}
만약 {\displaystyle c=0}인 경우는 {\displaystyle X}는 킬링 벡터장이므로, 닮음 벡터장은 킬링 벡터장을 일반화한 것이다.
등각 벡터장(영어: conformal vector field) {\displaystyle (X,\phi )}는 다음을 만족시키는, 벡터장 {\displaystyle X\in \Gamma (\mathrm {T} M)}과 스칼라장 {\displaystyle \phi \in {\mathcal {C}}^{\infty }(M;\mathbb {R} )}의 순서쌍이다.:13
{\displaystyle {\mathcal {L}}_{X}g=\phi g}
{\displaystyle \nabla _{\mu }X_{\nu }+\nabla _{\nu }X_{\mu }=\phi g_{\mu \nu }}
스칼라장 {\displaystyle \phi }는 등각 인자(等角因子, 영어: conformal factor)라고 불린다. 만약 {\displaystyle \phi }가 상수 함수인 경우는 {\displaystyle X}는 닮음 벡터장이므로, 등각 킬링 벡터장은 킬링 벡터장과 닮음 벡터장을 일반화한 것이다.

## 성질
다음과 같은 함의 관계가 존재한다.
| 개념               | 킬링 벡터장 | ⇒ | 닮음 킬링 벡터장 | ⇒ | 등각 벡터장        | ⇒ | 벡터장 |
| 등각 킬링 인자가 … | 0           |   | 상수 함수        |   | 임의의 스칼라 함수 |   | (없음) |

### 등각 인자의 조건
{\displaystyle d}차원 일반화 리만 다양체에서 어떤 스칼라장 {\displaystyle \phi }가 등각 인자가 될 필요 충분 조건은 다음과 같다.:14–15
{\displaystyle \left((d-2)\nabla _{\mu }\nabla _{\nu }+g_{\mu \nu }g^{\rho \sigma }\nabla _{\rho }\nabla _{\sigma }\right)\phi =0}
위 조건을 {\displaystyle g^{\mu \nu }}로 축약시키면, 모든 차원에서 등각 인자들은 라플라스-벨트라미 연산자 {\displaystyle g^{\mu \nu }\nabla _{\mu }\nabla _{\nu }}에 대한 조화 함수인 것을 알 수 있다. {\displaystyle d=2}인 경우, 이 조건은 필요 충분 조건이다. 즉, 등각 인자일 조건은 조화 함수인 조건과 동치이다.